# Nazionale maschile di hockey su ghiaccio d'Israele
La nazionale di hockey su ghiaccio maschile d'Israele (נבחרת ישראל בהוקי קרח) è controllata dalla Federazione di hockey su ghiaccio d'Israele, la federazione israeliana di hockey su ghiaccio, ed è la selezione che rappresenta l'Israele nelle competizioni internazionali di questo sport.